# Tony P. Hall

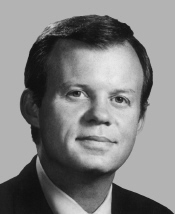
Tony Hall

Tony Patrick Hall (* 16. Januar 1942 in Dayton, Ohio) ist ein US-amerikanischer Politiker (Demokratische Partei).

## Werdegang
Hall besuchte die Fairmont High School in Kettering, Ohio und machte dort 1960 seinen Abschluss. Danach studierte er an der Denison University in Granville, Ohio, wo er 1964 seinen Bachelor of Arts erhielt. Von 1966 bis 1967 gehörte er dem Friedenscorps an und war für dieses in Thailand tätig.
Von 1969 bis 1972 war Hall Abgeordneter im Repräsentantenhaus von Ohio, im Anschluss gehörte er von 1973 bis 1978 dem Senat des Bundesstaates an. Danach setzte er seine politische Karriere im US-Repräsentantenhaus fort, in das er als Demokrat gewählt wurde. Hall vertrat hier seinen Heimatbundesstaat vom 3. Januar 1979 bis zum 9. September 2002. Vom September 2002 bis 2005 leitete er die diplomatische Vertretung der Vereinigten Staaten der Organisation der Vereinten Nationen mit Sitz in Rom. Er war damit Repräsentant seines Staates, im Rank eines Botschafters, bei der Ernährungs- und Landwirtschaftsorganisation, dem Internationalen Fonds für landwirtschaftliche Entwicklung und dem Welternährungsprogramm. Später wurde er Exekutivdirektor der „Alliance to End Hunger“.
2015 erhielt Hall die Medaille des Ordem de Timor-Leste. Hall hatte sich für das damals von Indonesien besetzte Osttimor im US-Repräsentantenhaus eingesetzt und zum Beispiel 1992 mit für die Einstellung der Militärausbildungshilfe für Indonesien gesorgt.
Hall ist verheiratet und hat zwei Kinder.